# 马蹄铁

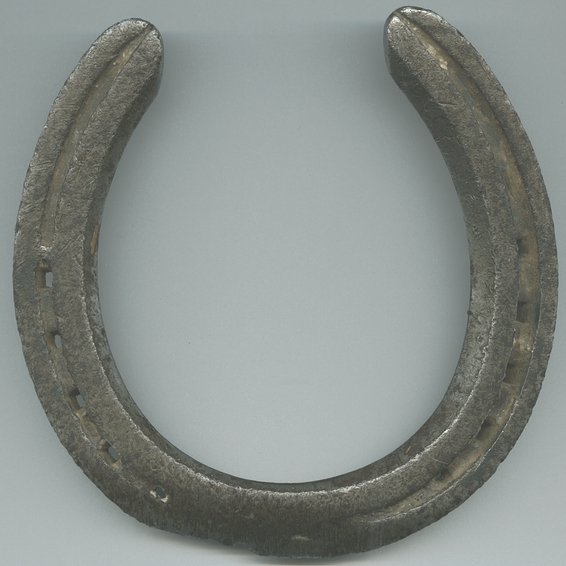
马蹄铁

马蹄铁，又称马掌，是马、牛等牲口装订在蹄上的铁製蹄型物。
马的蹄子有两层构成，和地接触的一层是大约2-3厘米厚的坚硬的角质，上面一层是活体角质。马蹄和地面接触，受地面的摩擦，积水的腐蚀，会很快的脱落，钉马掌主要是为了延缓马蹄的磨损。马蹄铁的使用不仅保护了马蹄，还使马蹄更坚实地抓牢地面，对骑乘和拉車都很有利。
马蹄铁是罗马人征服大不列顛後，學凱爾特人幫馬穿上鞋子，在公元前1世纪的遗址里就很常见了。卡图卢斯（约公元前85―前54年）提到过一匹骡子丢了一个蹄铁。常见的马蹄铁是铁製的，相当轻，从一边冲压出一个穿透的钉孔。马蹄铁的边缘经常呈波状的轮廓，未固定的两端弯成一个防滑刺。它与钉头一起，像在中世纪的马蹄铁上一样凸出，使马蹄坚实地踩踏地面。这种马蹄铁一直用到中世纪。但更平更重的马蹄铁从罗马时代也开始使用，并且成为其后中世纪最普遍的样式。在罗马社会，奇特的“马凉鞋”（hipposandal）也很常见。它是一种光滑的铁盘，在每端弯成环。显然它是繫在马蹄上，无疑是用于保护马蹄的。少数“马凉鞋”带有尖钉，能帮助马抓牢地面。它可能被用于鹅卵石的或其他坎坷的地面。从用于牛的“细茎针草鞋”到使用紧扣的蹄铁，它延续了很长时间而很少改变。然而，马蹄铁并没有普遍使用，大量的牲畜是没有钉蹄铁的。 
西漢《鹽鐵論》中的“革鞮”是皮製馬鞋。五代十國時期，北方民族稱馬蹄鐵為“木澀”，回鶻人已會給馬釘掌。敦煌莫高窟302窟壁畫“福田經變”中有部分為釘馬掌圖。
马蹄铁的装订是使用钉子将马蹄铁固定在马蹄的角质皮上，也就是将“马蹄铁”烧铸成形，然后垫在马脚下，然后用锤子，钉子，把这块厚铁钉进马的脚底。